# Železniční trať Neratovice – Kralupy nad Vltavou
Železniční trať Neratovice – Kralupy nad Vltavou, v jízdním řádu pro cestující označená číslem 092, je jednokolejná železniční trať, jeden z úseků celostátní dráhy. Trať, vybudovaná společností Turnovsko-kralupsko-pražská dráha, byla zprovozněna v roce 1865. Elektrizace trati proběhla pouze na úseku tratě z Kralup nad Vltavou do Chvatěrub v roce 1985 společně s vlečkou do Kaučuku. Podél tratě v úseku Netřeba–Chlumín se nachází přírodní památka Netřebská slaniska. 

## Navazující tratě

### Neratovice
- trať Praha – Turnov Praha hl. n. – Praha-Vysočany – Neratovice – Všetaty – Mladá Boleslav hl. n. – Bakov nad Jizerou – Odbočka Zálučí – Turnov
- trať Čelákovice – Neratovice

### Kralupy nad Vltavou
- trať Praha – Kralupy nad Vltavou – Děčín Praha hl. n. / Praha-Libeň / Praha Masarykovo nádraží – Praha-Bubny – Praha-Holešovice-Stromovka – Kralupy nad Vltavou – Vraňany – Hněvice – Roudnice nad Labem – Lovosice – Ústí nad Labem hl. n. – Děčín hl. n.
- trať Kralupy nad Vltavou – Kladno
- trať Kralupy nad Vltavou – Louny Kralupy nad Vltavou – Kralupy nad Vltavou předměstí – Podlešín – Zlonice – Louny

## Budoucnost
V letech 2027-2028 by měla proběhnout rekonstrukce této trati. Součástí rekonstrukce je elektrizace trati, zvýšení rychlosti až na 120 km/h a výstavba výhybny Libiš. Poté může trať sloužit jako alternativní trasa mimo Prahu pro nákladní vlaky.[zdroj?]

## Stanice a zastávky

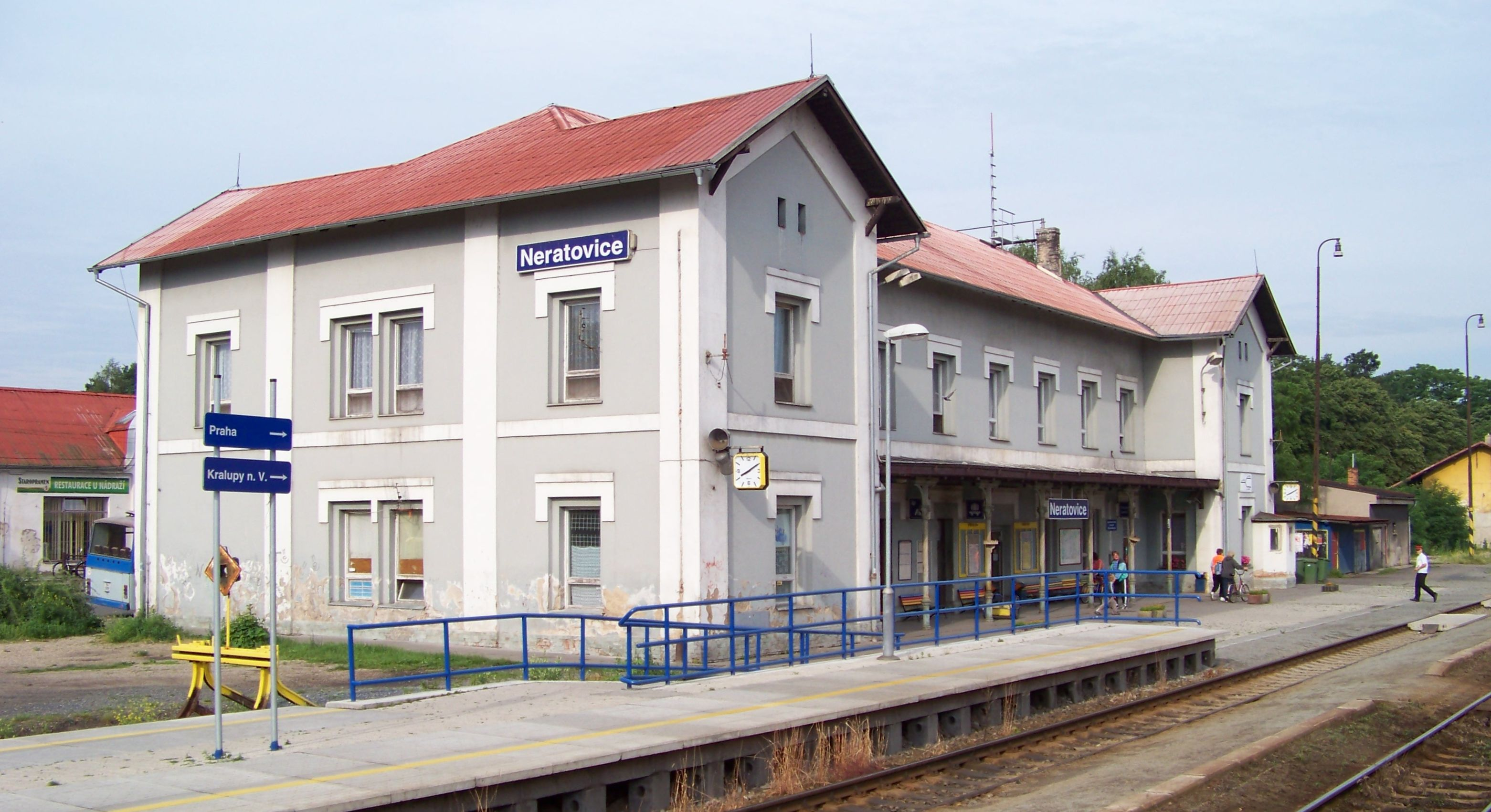
Neratovice
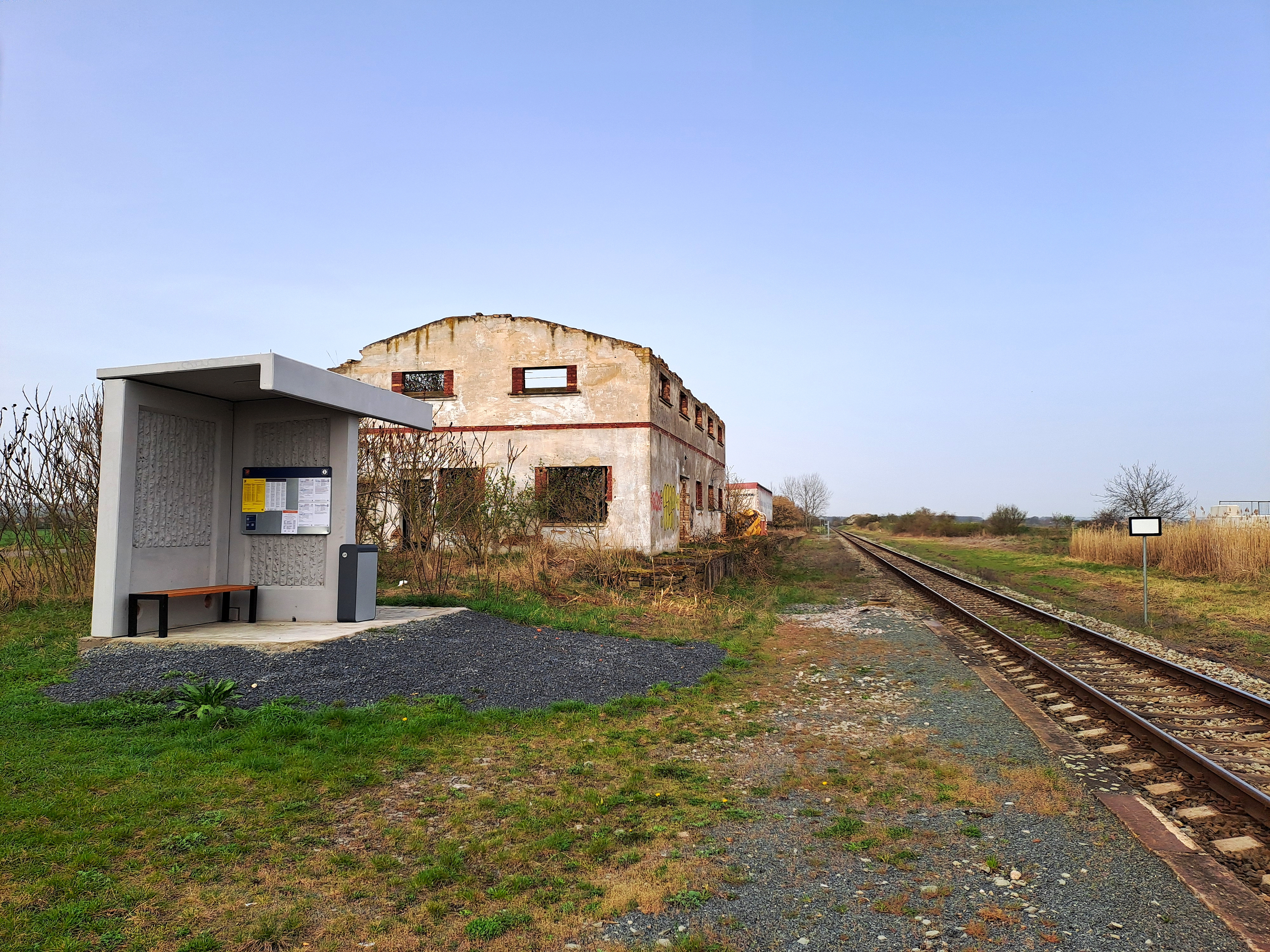
Chlumín
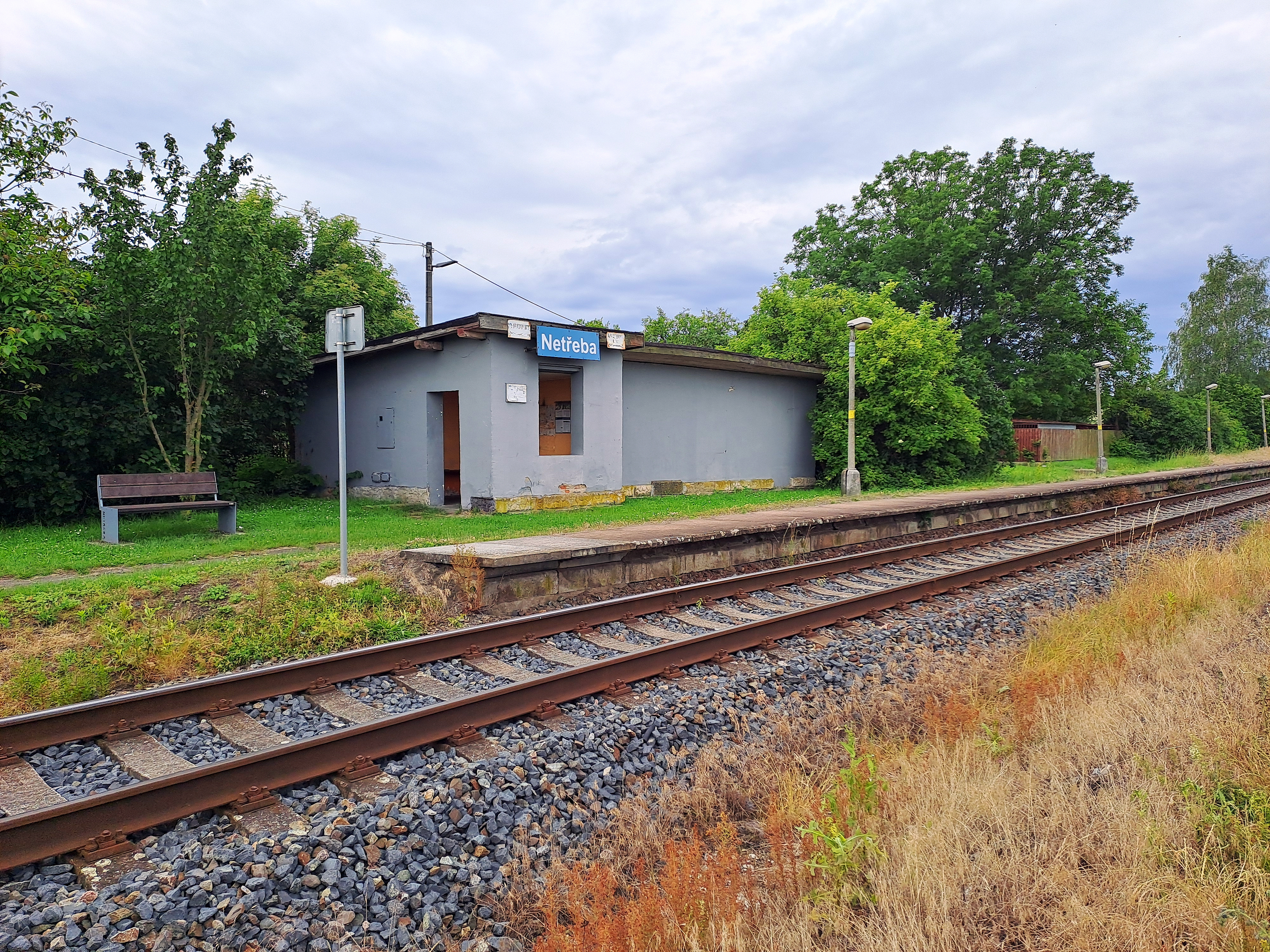
Netřeba
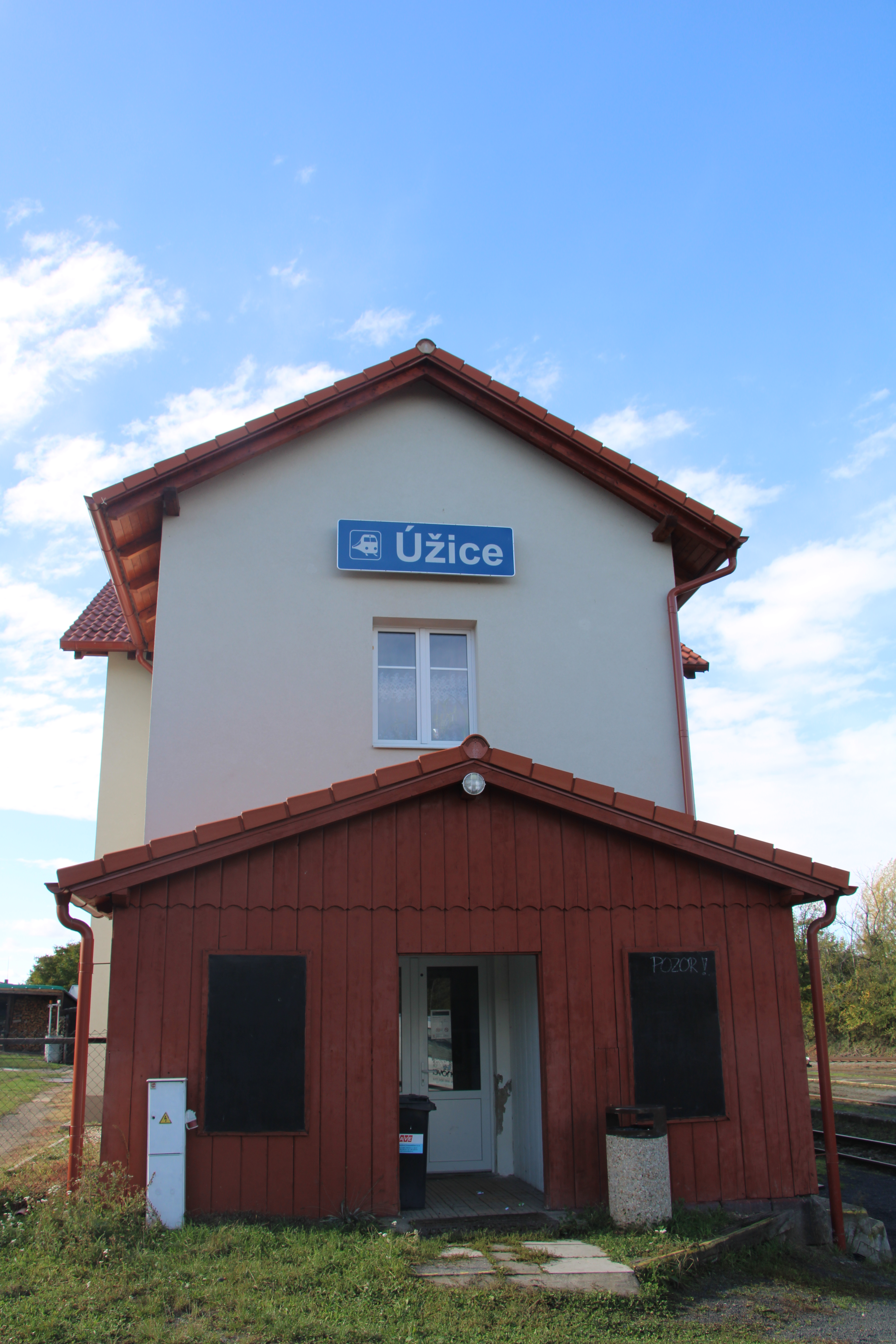
Úžice
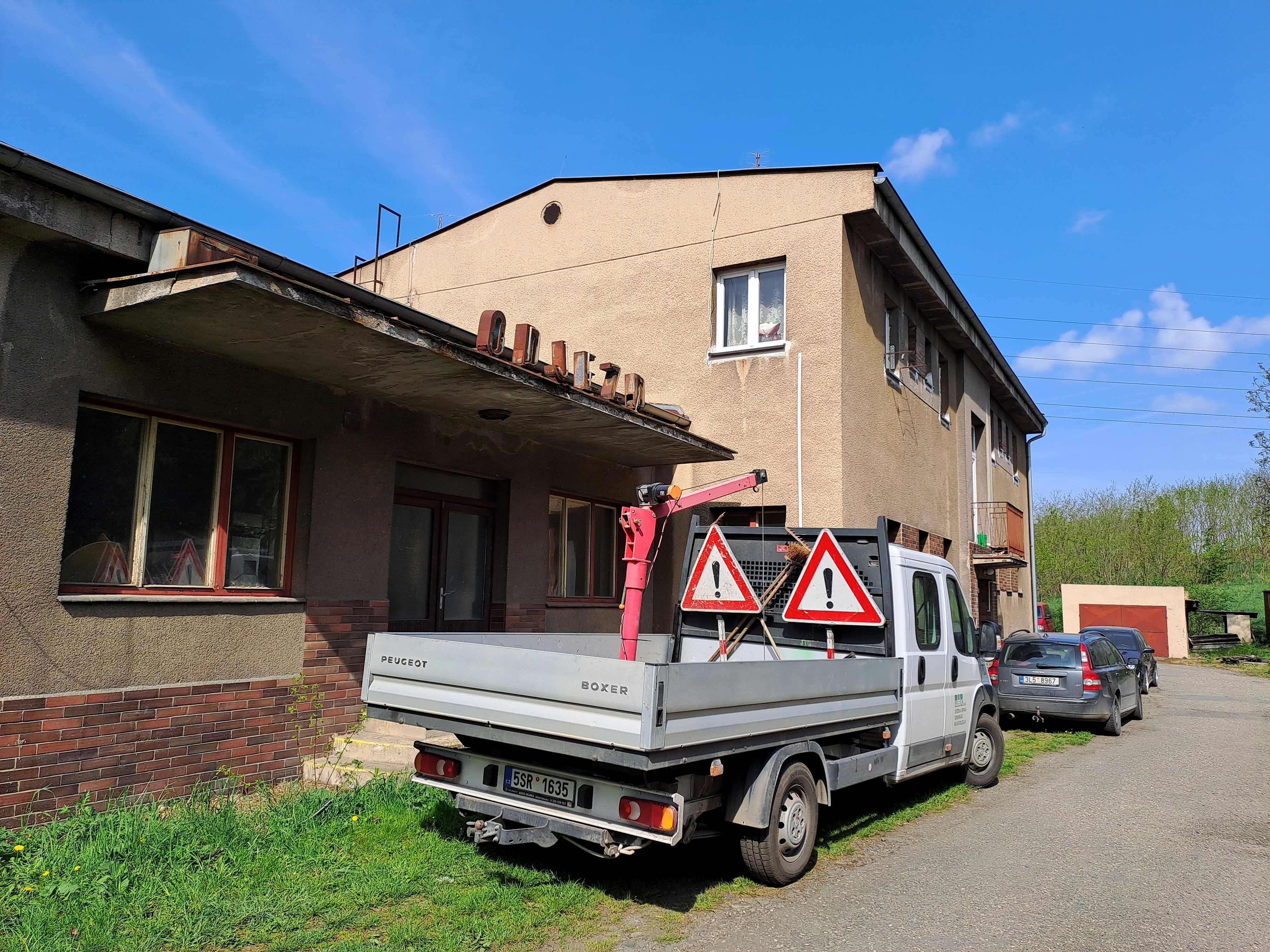
Chvatěruby
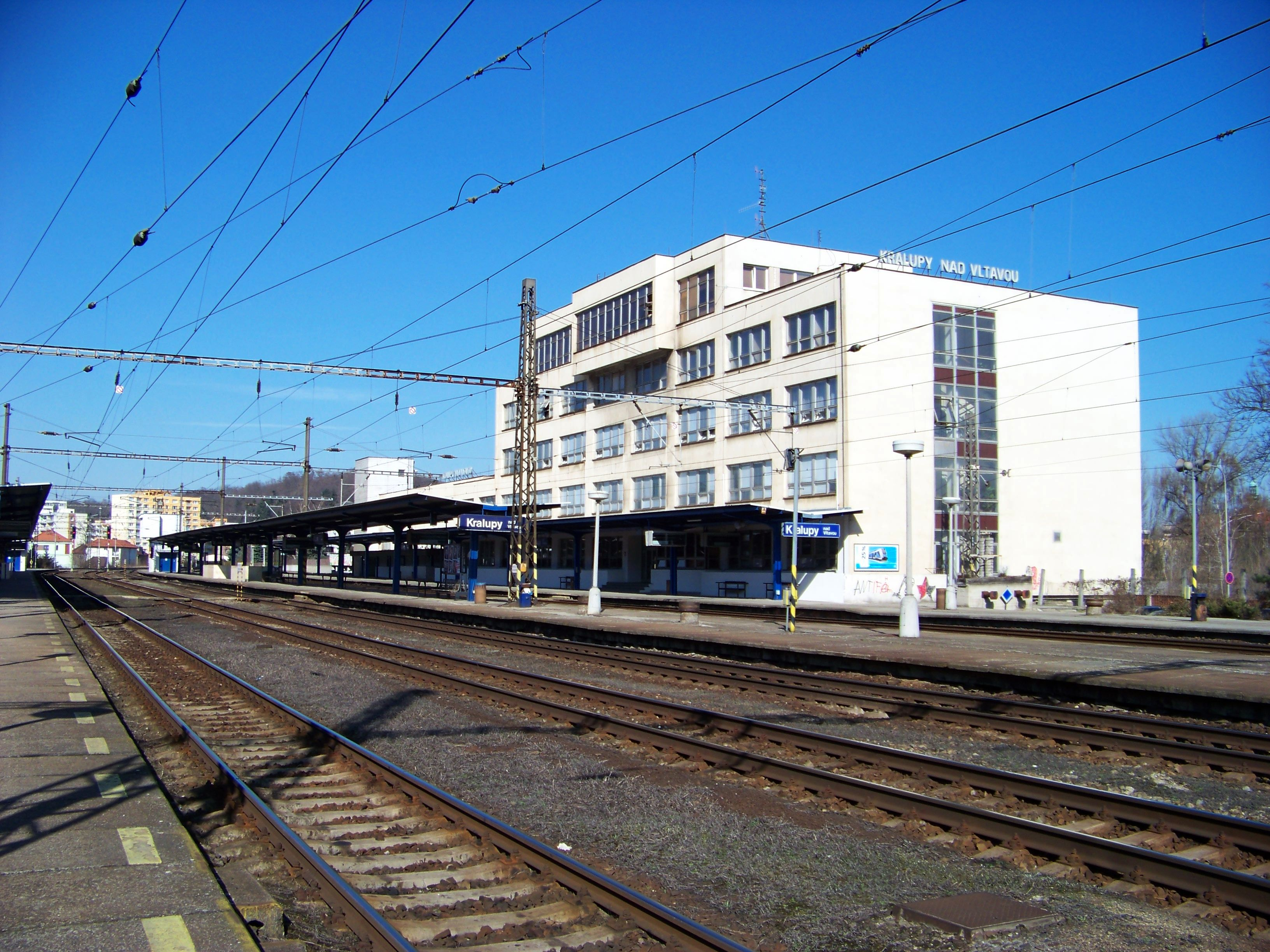
Kralupy nad Vltavou